# Affaire Lhermitte
Pour les articles homonymes, voir Lhermitte.
L'affaire Lhermitte ou affaire Geneviève Lhermitte est une affaire criminelle d'infanticide qui a eu lieu en Belgique en 2007. Selon la presse, Geneviève Lhermitte est décédée le 28 février 2023 par euthanasie, 16 ans jour pour jour après le terrible drame.

## Description
Le 28 février 2007, à Nivelles, Geneviève Lhermitte, pendant un voyage de son mari à l'étranger, égorge ses cinq enfants avec un couteau. Elle tente ensuite de se suicider, sans y parvenir. 
Reconnue coupable, elle est condamnée à la prison à vie. 
Ses avocats déposent un recours devant la Cour européenne des droits de l'homme en invoquant une violation de l'article 6 § 1 de la Convention européenne des droits de l'homme. Ce recours est rejeté par la Cour en mai 2015, mais en septembre 2015, un collège de cinq juges désignés par la Grande Chambre décide que cette dernière doit être saisie de l'affaire.
Suivie psychologiquement, Geneviève Lhermitte a expliqué son geste par des difficultés dans son ménage, dues notamment à la présence d'une tierce personne vivant une partie de la semaine avec la famille et subvenant financièrement à ses besoins.

## Geneviève Lhermitte
Geneviève Lhermitte est née le 16 novembre 1966 à Bruxelles. Son père est Michel Lhermitte, homme d'affaires et étudiant, et sa mère est Marina Schoevaert, infirmière.  Lhermitte avait deux sœurs cadettes : Catherine née en 1969 et Mireille née en 1972. Bien qu’elle ait eu des difficultés avec ses cours et sa confiance en elle pendant ses études secondaires, Lhermitte a obtenu en 1991 un diplôme en français et en histoire de l’Institut pédagogique de promotion sociale de la communauté française (IEPSCF) à Uccle. C'est au cours de l'année 1988-1989 à l'IEPSCF que Lhermitte a rencontré son futur mari, Bouchaib Moqadem, qui étudiait les mathématiques et la physique mais n'a pas terminé ses études.
Lhermitte et Moqadem se sont mariés le 22 septembre 1990, et ont emménagé dans l'appartement du docteur Michel Schaar, un médecin chez qui Moqadem résidait. Schaar s'était lié d'amitié avec la famille de Moqadem au Maroc dans les années 1980 et avait été l'hôte du jeune homme en Belgique, et Moqadem considérait Schaar comme un père adoptif. Alors que Moqadem travaillait chez un dépanneur, Schaar était le principal fournisseur de services financiers. Lhermitte ne s'est pas opposée à vivre avec Schaar dans son appartement, car elle pensait que ce serait temporaire.
En 1991, Lhermitte a été embauchée comme enseignante. Peu de temps après le début de sa nouvelle carrière, Lhermitte a donné naissance à son premier enfant, Yasmine (née le 13 août 1992). Trois ans plus tard, elle a donné naissance à son deuxième enfant, Nora (née le 13 février 1995). Du 1er juin 1995 au 31 août 1996, Lhermitte a été autorisée à quitter son poste d'enseignante pour cause de dépression post-partum,. Après la naissance du premier enfant de Lhermitte, Yasmine, Schaar a acheté une maison pour lui et pour le couple, et il a dédié son appartement à sa pratique. En 1996, Schaar a engagé Moqadem comme assistant de classement à temps partiel, puis à temps plein en 1998. Pendant cette période, Schaar a toujours couvert la plupart des dépenses, y compris les vacances, les réparations de la maison, les indemnités mensuelles et l'assurance-vie de chaque membre de la famille. Lhermitte a donné naissance à deux autres filles, Myriam (née le 20 avril 1997) et Mina (le 20 mai 1999), avant le déménagement de la famille de Bruxelles à la ville provinciale de Nivelles. Schaar a payé l'hypothèque et vivait au deuxième étage.
Les tensions ont commencé à monter entre Geneviève et son mari. Moqadem passait de longues heures loin de chez lui à devenir un habitué des bars et des spas. En outre, il effectuait plusieurs voyages chaque année pour rendre visite à sa famille à Marrakech et la durée de chaque voyage variait d'une semaine à un mois. Le seul fils et le cinquième enfant de Lhermitte, Mehdi, est né le 9 août 2003. L'année suivante, Schaar recommanda à Lhermitte de consulter un psychiatre et elle commença à consulter le psychiatre Dr. Diderick Veldekens en 2005.
Elle meurt le 28 février 2023 à l'âge de 56 ans, euthanasiée à sa demande à l'hôpital Léonard de Vinci à Montigny-le-Tilleul, 16 ans jour pour jour après son quintuple infanticide,,.

## Assassinats
Le 28 février 2007, Moqadem devait revenir d'un voyage au Maroc pour rendre visite à sa famille. Geneviève a emmené sa fille aînée, Yasmine, à un rendez-vous en dermatologie. Ensuite elle a posté deux lettres : une avec des bijoux pour ses sœurs et l'autre à son amie Valérie. Dans la lettre à Valerie, elle a qualifié le Dr Michel Schaar de « bâtard pourri » qui « a volé » l'intimité entre elle-même, son mari et ses enfants. Elle a également accusé son mari d'être « sourd » et « aveugle » face à ses préoccupations concernant le Dr Schaar. Après avoir envoyé les lettres, elle est allée dans une épicerie et a glissé deux couteaux dans son sac.
Lhermitte a déclaré aux enquêteurs qu'à son retour, elle avait caché les couteaux dans un tiroir et avait appelé sa plus jeune fille, Mina, pendant que les autres enfants regardaient Spy Kids 3. Lhermitte a essayé d'étrangler Mina, mais quand l'enfant a eu mal, Lhermitte a commencé à lui trancher la gorge avec l'un des couteaux volés, tout en prononçant des paroles réconfortantes et en s'excusant auprès de l'enfant. Medhi était le prochain à être tué, le plus jeune et le fils unique. Lorsque ses tentatives d'étrangler de nouveau son enfant échouèrent une nouvelle fois, Lhermitte coupa la gorge de Medhi et lava ensuite le couteau dans le lavabo de la salle de bain,.
Selon son récit, Lhermitte a ensuite dit à sa fille Myriam qu'elle avait une surprise pour elle au bureau. Lorsque Myriam entra dans le bureau, Geneviève lui dit de s'asseoir sur une chaise et de porter un mouchoir bleu sur ses yeux. Une fois que Myriam fut assise, Geneviève prit une plaque de marbre qu'elle avait trouvée à proximité et la fracassa sur la tête de Myriam, puis lui coupa la gorge,. Nora, qui serait la filleule préférée du Dr Schaar, a été priée de s'asseoir sur une chaise pendant que Geneviève lui coupait la gorge par derrière. Après le meurtre de Nora, Geneviève écrivit les lettres « JUD » sur le miroir de la salle de bain dans le sang de Nora, et déclara plus tard qu'elle avait l'intention d'épeler le nom « Judas »,.
La dernière victime de Geneviève était sa fille aînée, Yasmine. La mère a appelé Yasmine et lui a dit qu'elle avait une surprise pour elle, comme elle l'avait fait avec Myriam. Geneviève a attaqué Yasmine par derrière lorsqu'elle est entrée dans le bureau, mais Yasmine a pu esquiver le couteau en plongeant au sol. Après une lutte au cours de laquelle Yasmine a été victime de multiples coups de couteau, Geneviève l'a poignardée dans le dos et lui a tranché la gorge. Les enfants morts, Geneviève a alors tenté de se suicider en tombant sur son couteau. Lorsqu'elle a réalisé que la blessure ne serait pas mortelle, elle a écrit « Appeler la police » au marqueur rouge sur sa porte et a appelé les services d'urgence à la maison. Les enquêteurs ont découvert que les cinq enfants étaient allongés dans leur lit, certains avec des jouets en peluche dans les bras.

## Filmographie
- À perdre la raison (2012) de Joachim Lafosse est librement inspiré de cette affaire[12].

## Documentaires télévisés
- « Geneviève Lhermitte : la folie d'une mère », le 6 juin 2012 (premier reportage) dans Devoir d'enquête sur la Une (RTBF).
- « Quintuple infanticide », deuxième reportage du « Spécial parents meurtriers », le 12 janvier 2015 dans Crimes sur NRJ 12.
- Mécanique du crime : Geneviève Lhermitte, « J'ai tué mes enfants » :  premier épisode publié le 22 novembre 2023 sur RTBF Auvio
- Histoires de crimes, diffusé le 27 août 2024 sur RTL-TVI